# Filozofia dialogu
Filozofia dialogu zw. także filozofią spotkania – nurt filozoficzny zapoczątkowany na początku XX wieku przez Ferdinanda Ebnera. Inspiracje do jej powstania były dwojakie: z jednej strony reakcja na filozofię subiektywistyczną, a z drugiej „tradycja dialogiczna” odnajdywana przez myślicieli żydowskich w judaizmie. Centrum zainteresowania filozoficznego stał się człowiek i jego relacja z drugim człowiekiem. Drugi człowiek w filozofii dialogu jest ujmowany jako Ty (np. Martin Buber), Inny (np. Emmanuel Levinas), Pytający (Józef Tischner). Relacja z drugim człowiekiem może być pojmowana jako relacja Ja-Ty (Martin Buber), Toż-Samy – Inny (Emmanuel Levinas), Zapytany-Pytający (Józef Tischner).
W filozofii dialogu można wyróżnić trzy znaczące nurty, do których zalicza się odpowiednio następujących filozofów:
Nurt pierwszy (przedstawiciele: Martin Buber, Ferdinand Ebner, Franz Rosenzweig): wyróżnia się w nim dialogiczny paradygmat relacji Ja-Ty, gdzie ta relacja stanowi o najistotniejszej konstytucji życia każdego człowieka
Nurt drugi (przedstawiciele: Emmanuel Levinas): charakterystyczną cechą dla tego typu filozofii dialogu jest podzielenie relacji Ja – Ty na relację ontologiczną i metafizyczną. W relacji ontologicznej Ty zawsze jest redukowane do Ja. Relacja metafizyczna, to relacja Toż-Samego z Innym, gdzie ten Inny jest absolutnie Obcą jednostką dla Toż-Samego. Nie istnieje możliwość redukcji Innego do Toż-Samego. W relacji metafizycznej w wydaniu Emmanuela Levinasa spotkanie z drugim człowiekiem zawsze odbywa się w przestrzeni etycznej. Spotkanie to etyka. W spotkaniu człowiek spotyka mistrza, swojego nauczyciela, od którego uczy się bycia wobec drugiego człowieka. To bycie jest zawsze relacją etyczną. Spotykam człowieka w jego Twarzy. Bez maski, bez żadnej ochrony.
Ten nurt filozofii dialogu rozwinął się silnie w obrębie teologii, zwłaszcza protestanckiej. Najbardziej znanym jej przedstawicielem jest protestancki teolog Karl Barth. Starał się on ująć relację ja-ty jako z istoty symetryczną. Jej podstawowym wymogiem jest wzajemność. Nie jest to już filozofia innego rozważająca „tajemniczą” naturę spotkania, lecz raczej pewnego rodzaju etyka religijna o charakterze w pewnym sensie normatywnym. Mówi nam ona jakie powinno być spotkanie, aby spełnić swą etyczną funkcję.
Nurt trzeci (przedstawiciele: Józef Tischner), zwany też filozofią dramatu: w tym nurcie wyróżnia się stosunek człowieka do świata (sceny) i człowieka do drugiego człowieka. Relacja człowiek-człowiek charakteryzuje związek dialogiczny. W związku dialogicznym naprzeciw siebie staje Pytający i Zapytany. Według Tischnera związek dialogiczny daje świadomość obecności drugiego człowieka, bowiem dzięki pytaniu człowiek wie, że obok niego jest drugi człowiek. Pytający czyni Zapytanego uczestnikiem jakieś sytuacji: w związku dialogicznym powstaje pewna przestrzeń, w której spotykają się dwie wartości, jest to zatem też związek agatologiczny, w którym drugi człowiek staje cały w swojej bezbronności i mówi „Nie zabijaj!”.
Myślenie dialogiczne, w znacznej mierze związane z filozofią dialogu, znalazło również swoje odzwierciedlenie w teologii chrześcijańskiej, zarówno katolickiej, jak i protestanckiej.